# Municipio de Rocky Fork
El municipio de Rocky Fork (en inglés: Rocky Fork Township) es un municipio ubicado en el condado de Boone en el estado estadounidense de Misuri. En el año 2010 tenía una población de 8397 habitantes y una densidad poblacional de 29,32 personas por km².

## Geografía
El municipio de Rocky Fork se encuentra ubicado en las coordenadas 39°5′12″N 92°13′24″O / 39.08667, -92.22333. Según la Oficina del Censo de los Estados Unidos, el municipio tiene una superficie total de 286.43 km², de la cual 285.34 km² corresponden a tierra firme y (0.38%) 1.09 km² es agua.

## Demografía
Según el censo de 2010, había 8397 personas residiendo en el municipio de Rocky Fork. La densidad de población era de 29,32 hab./km². De los 8397 habitantes, el municipio de Rocky Fork estaba compuesto por el 94.56% blancos, el 2.31% eran afroamericanos, el 0.42% eran amerindios, el 0.39% eran asiáticos, el 0.02% eran isleños del Pacífico, el 0.37% eran de otras razas y el 1.93% pertenecían a dos o más razas. Del total de la población el 1.74% eran hispanos o latinos de cualquier raza.